# 中川吉之助
中川 吉之助（なかがわ きちのすけ、1853年 - 1888年3月29日）は、日本の明治時代の連続殺人犯、死刑囚。

## 事件
乳を飲ませず飢え死にさせたり、壁に叩きつけるなどといった方法で4人の貰い子を次々と殺害した。殺害した嬰児の遺体は東京府芝区白金志田町（現：東京都港区白金）のエノキの木の下に埋め遺棄した。その後に白金志田町のエノキの下から嬰児の白骨死体3体が発見された。吉之助は銀座の理髪店で逮捕され、被害者を壁に叩きつけて殺害した事について「気持ちが悪うございました」と申し立てた。1887年12月3日に死刑判決を言い渡され、1888年3月29日に死刑を執行された（35歳没）。

## 書籍
- 中川吉之助 : 探偵実話 金松堂、1894年、NDLJP:887547